# Bednár Ágoston
Bednár Ágoston (Baja, 1848. március 26. – Görz, 1883. január 25.) Kalocsa főegyházmegyei áldozópap.

## Élete
1873. július 27-én szentelték miséspappá, előbb Regőcén (Rigyicza), majd Palánkán lett katolikus káplán. 1878-ban Szilberekre (Brestovácz) helyezték át, aztán pedig 1879-ben Bácsborsódon lett adminisztrátor. Betegsége miatt 1882-ben nyugállományba kerül.

## Munkái
Népszerű beszédek a keresztény házi nevelésről - Königsdorfer Márton után fordítva, Malatin és Holmeyer nyomdája, Kalocsa, 1878.